# Guinea-Bissau
Guinea-Bissau [ɡiˈneːa bɪˈsaʊ̯] (portugiesisch Guiné-Bissau [ɡiˈnɛ biˈsau]) ist ein Staat in Afrika. Er liegt an der afrikanischen Westküste zum Atlantik zwischen Senegal und Guinea. Seine mehr als 2 Millionen Einwohner gehören verschiedenen Ethnien an, die fünf größten sind die Fulbe, Balanta, Mandinka, Pepel und Manjago. Die Amtssprache ist Portugiesisch, was aber nur von rund 35 % der Bevölkerung gesprochen wird; als Verkehrssprache dient stattdessen guineabissauisches Kreol, das auf dem Portugiesischen basiert. Mehr als ein Viertel der gesamten Landesbevölkerung lebt in der Hauptstadt Bissau.
Lange war das Land eine Kolonie von Portugal. Nach einem zwölfjährigen Unabhängigkeitskrieg erlangte Guinea-Bissau 1973 seine Souveränität, danach folgten wechselhafte Jahrzehnte mit mehreren Militärregierungen. Auch seit dem letzten Krieg im Land 1998/1999 hat sich die Situation kaum gebessert, immer wieder gab es Militärputsche. Vereinzelt wurden demokratische Wahlen abgehalten, diese führten aber nie zu einer anhaltenden Demokratisierung. Guinea-Bissau wurde stattdessen im bisherigen 21. Jahrhundert fast durchgehend autoritär regiert. Korruption und Verletzungen der Menschenrechte gehören zum Alltag.
Guinea-Bissau ist eines der ärmsten Länder der Welt. Es gibt kaum industrielle Produktion, die meisten Einwohner leben von der Landwirtschaft. Es besteht ein großes Außenhandelsdefizit; das einzige in nennenswerten Mengen exportierte Produkt sind Cashew-Nüsse.
Neben dem benachbarten Guinea gibt es noch einen weiteren Staat in Afrika mit dem Namen Guinea: das weiter östlich zwischen Kamerun und Gabun gelegene Äquatorialguinea.

## Geographie

### Lage
Guinea-Bissau liegt im Westen von Westafrika und Oberguinea zwischen 13° und 17° westlicher Länge und 11° und 12° nördlicher Breite. Im Norden grenzt die Republik an Senegal (gemeinsame Grenze rund 338 km), im Osten an Guinea (gemeinsame Grenze rund 386 km), die gesamte Grenzlänge beträgt 724 Kilometer zuzüglich 350 Kilometer Küste. Mit einer Gesamtfläche von 36.125 km² (28.120 km² Landfläche und 8005 km² Wasserfläche) ist das Land rund zehn Prozent kleiner als die Schweiz oder etwa so groß wie Baden-Württemberg.

### Landschaftsbild
An das überwiegend flache Landesinnere schließt sich ein durch marine Erosion stark zerklüfteter Küstenstreifen mit einem Sumpfgebiet an. Der höchste Berg ist der Madina do Boé mit 262 Metern über dem Meeresspiegel.
Dem Festland vorgelagert liegt der Bissagos-Archipel (Arquipélago dos Bijagós) im Atlantik mit den bedeutendsten Inseln des Landes: Ilha de Orango, Caravela, Bubaque, Roxa, Bolama, Uno und Formosa.
Vor 66 Millionen Jahren kam es ca. 400 km vor der Küste Westafrikas zu einem verheerenden Kometeneinschlag. Der 2022 entdeckte Nadir-Unterwasserkrater hat einen Durchmesser von etwa 9 km. Der Einschlag löste ein Erdbeben der Stärke 6,5 aus und führte zu einer bis zu 1 km hohen Flutwelle. Das Einwirken dieser Kräfte könnte eine Erklärung für die im Unterschied zum Rest der Westafrikanischen Küste auffallend zerklüftete Küstenlinie Guinea-Bissaus sein.

### Klima
Das Klima ist tropisch, überwiegend feucht und heiß. Die Durchschnittstemperatur beträgt 24 °C. Von Dezember bis April besteht die Trockenzeit mit Harmattan-Wüstenwinden.
Die Regenzeit dauert von Mai bis Ende Oktober. Die regenreichsten Monate sind Juli und August.

### Gewässer
Die gesamte Fläche des kleinen westafrikanischen Landes entwässert in den Atlantik. Dabei spielen vor allem die beiden Flüsse Geba und Corubal, die sich das Ästuar des Geba teilen, mit über 40 % eine übergeordnete Rolle. Darüber hinaus gibt es Küstenflüsse wie den Rio Cacheu, die an der stark zerklüfteten Küste meist über Ästuare münden.

### Städte

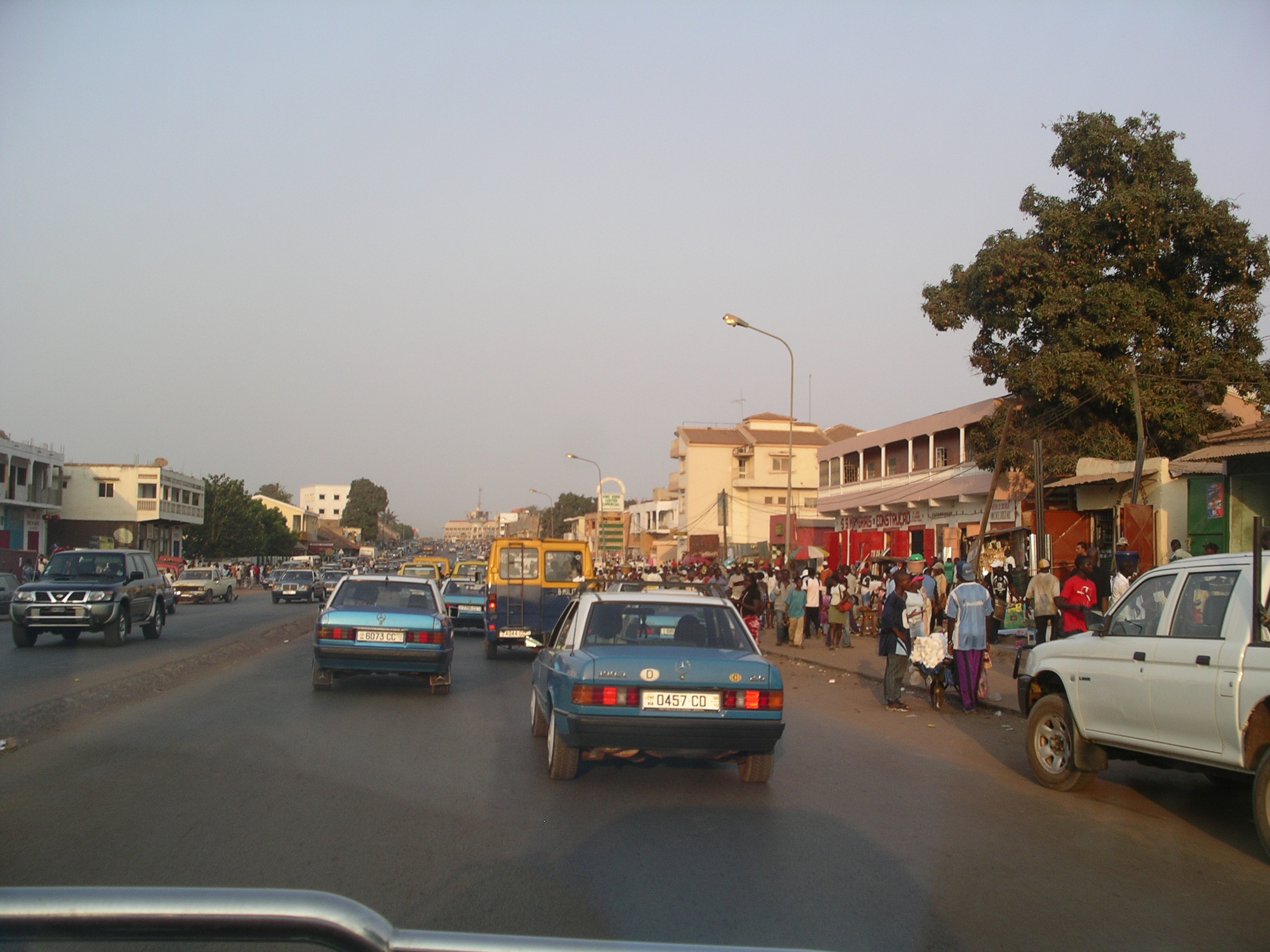
Der Bandim-Markt breitet sich an den Rändern der Stadtautobahn, die Flughafen und Innenstadt von Bissau verbindet, aus.

Im Jahr 2023 lebten 46 Prozent der Einwohner Guinea-Bissaus in Städten. Die größten Städte in Guinea-Bissau sind (Stand Zensus vom 3. März 2009):
- Bissau 387.909 Einwohner
- Gabú 43.556 Einwohner
- Bafatá 29.556 Einwohner
- Canchungo 12.044 Einwohner
- Bissorã 9898 Einwohner
- Bula 9010 Einwohner

## Bevölkerung

### Demografie

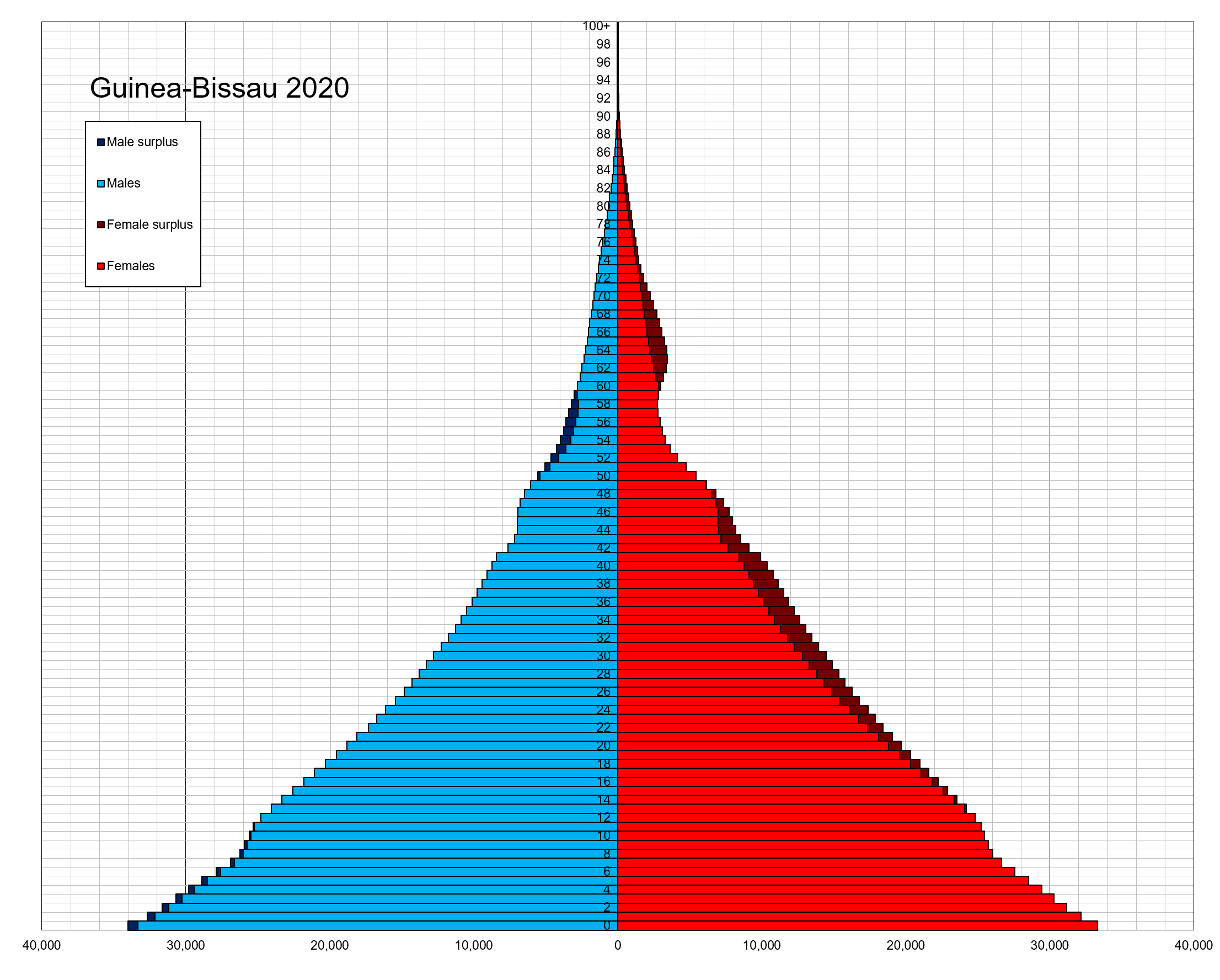
Bevölkerungspyramide Guinea-Bissaus (2020)

Guinea-Bissau hatte 2022 2,1 Millionen Einwohner. Das jährliche Bevölkerungswachstum betrug + 2,2 %. Zum Bevölkerungswachstum trug ein Geburtenüberschuss (Geburtenziffer: 30,6 pro 1000 Einwohner vs. Sterbeziffer: 8,6 pro 1000 Einwohner) bei. Die Anzahl der Geburten pro Frau lag 2022 statistisch bei 3,9, die der Region West- und Zentral-Afrika betrug 4,9. Die Lebenserwartung der Einwohner Guinea-Bissaus ab der Geburt lag 2022 bei 59,9 Jahren. Der Median des Alters der Bevölkerung lag im Jahr 2021 bei 18,3 Jahren. Im Jahr 2023 waren 39,6 Prozent der Bevölkerung unter 15 Jahre, während der Anteil der über 64-Jährigen 2,8 Prozent der Bevölkerung betrug.
| Jahr | Einwohnerzahl | Jahr | Einwohnerzahl |
| ---- | ------------- | ---- | ------------- |
| 1950 | 535.000       | 1990 | 1.012.000     |
| 1960 | 616.000       | 2000 | 1.243.000     |
| 1970 | 712.000       | 2010 | 1.556.000     |
| 1980 | 801.000       | 2020 | 1.968.000     |

### Bevölkerungsstruktur
Das Land zählte bei der Volkszählung 2009 1,45 Mio. Bewohner, darunter waren nur ca. 2.000 Staatsangehörige anderer Länder. Die Mehrheit der Zuwanderer kommt aus der Region (27,7 % aus Guinea, 18,7 % aus Mauretanien und 18,3 % aus dem Senegal). Von dieser kleinen Ausländergruppe waren zudem 5,6 % Portugiesen. 5070 Personen machten keine Angaben zu ihrer Staatsangehörigkeit. Viele Einwohner sind ausgewandert. 2017 lebten jeweils ca. 30.000 Staatsbürger in Portugal und dem Senegal. Laut UN-Bericht 2015 lebten 22.333 in Deutschland.
Über 25 ethnische Gruppen leben im Land, die sich in Sprache, Kultur und Sozialstruktur mehr oder weniger unterscheiden. Die Resultate der letzten Volkszählung ergeben folgendes Bild der einheimischen Völker:
Der größte Teil der Bevölkerung (ca. 83 %) setzt sich aus folgenden fünf Volksgruppen zusammen:
- Fulbe 410.560 Personen (28,33 %) (Regionen: Gabú 79,6 %, Bafatá 60,0 %, Tombali 20,9 %, Bissau 18,0 %)
- Balanta 323.948 Personen (22,35 %) (Regionen: Tombali 46,9 %, Oio 43,6 %, Quinara 35,2 %, Cacheu 28,8 % und Bissau 20,5 %)
- Mandinka 212.269 Personen (14,65 %) (Regionen: Oio 32,9 %, Bafatá 22,9 % und Gabú 14,2 %)
- Pepel 130.651 Personen (9,02 %) (Regionen: Biombo 64,7 % und Bissau 15,7 %)
- Manjaco 119.808 Personen (8,27 %) (Region Cacheu 36,8 %)

Weitere bedeutende Volksgruppen sind:
- Biafada 50.543 Personen (3,49 %) (Region Quinara 36,7 %)
- Mancanha 44.829 Personen (3,09 %) (Region Cacheu 36,8 %)
- Bidjogo 30.294 Personen (2,09 %) (Region Bolama/Bissagos-Archipel 64,3 %)
- Felupe 24.892 Personen (1,72 %) (Region Cacheu 9,1 %)
- Mansoanca Balante 20.456 Personen (1,41 %)

Ferner gibt es die Balanta Mane (14.460 Menschen; Region Bolama), Nalu (13.420 Menschen; an der südwestlichen Grenze zu Guinea), Saracule, Sosso und Diola (an der nördlichen Grenze zur Casamance).
32.098 Staatsbürger erklärten, keiner dieser genannten afrikanischen Volksgruppen anzugehören. Und 1274 Personen machten keine Angaben zu ihrer Volkszugehörigkeit.

### Sprache
Die Amtssprache ist Portugiesisch, aber nur eine Minderheit beherrscht die Sprache auf einem hohen Niveau; laut der letzten Volkszählung von 2009 wird Portugiesisch insgesamt von 27,1 % der Landesbevölkerung gesprochen (46,3 % in städtischen Gebieten und 14,7 % in ländlichen Gebieten). Der Alphabetisierungsgrad liegt bei rund 45 %.
Verkehrssprache ist Guineabissauisches Kreol, eine auf dem Portugiesischen basierende Kreolsprache, die durch die Sprachen der verschiedenen ethnischen Gruppen beeinflusst ist und von rund 60 % der Einwohner beherrscht wird.
Der Schulunterricht wird landesweit auf Portugiesisch abgehalten. Kreol zur Unterrichtssprache zu erheben ist sehr schwierig, da eine Schriftform erst vor kurzem entwickelt wurde und so kaum Unterrichtsmaterialien in dieser Sprache zur Verfügung stehen.

### Religion
Nach Angaben der letzten Volkszählung 2009 sind 45,1 % Muslime, 22,1 % Christen (zumeist Katholiken) und 14,9 % bekennen sich zu afrikanischen Religionen. Allerdings machten 15,9 % der Einwohnerschaft keine Angaben zu ihrer Religionszugehörigkeit. Unter ihnen dürften etliche weitere Angehörige traditioneller Religionen sein. Weitere 2 % erklärten sich als konfessionslos.
In Guinea-Bissau gibt es zwei katholische Bistümer, das Bistum Bissau sowie das Bistum Bafatá. Papst Johannes Paul II. besuchte 1990 als erster Papst das Land.
Muslimische Mehrheiten gibt es in den Regionen Gabú (86,5 %) und Bafatá (77,1 %). Die Christen sind in den Regionen Bissau (40,2 %), Cacheu und Bolama (jeweils über 30 %) stark vertreten. Anhänger afrikanischer Religionen sind in den Regionen Biombo (40,6 %) und Cacheu (34,0 %) überdurchschnittlich vertreten.

### Bildung
Unmittelbar nach der Unabhängigkeit ist Guinea-Bissau mit großem Elan an den Aufbau eines Bildungswesens gegangen, das – im Gegensatz zur Kolonialzeit – die gesamte Bevölkerung in einem neuen, von Paulo Freire vermittelten Geist erfassen sollte. Dieser Impuls ist jedoch schon in den 1980er Jahren erlahmt. Heute bietet Guinea-Bissau nur eingeschränkte Bildungsmöglichkeiten und -einrichtungen. 54,4 % der Einwohner sind Analphabeten. Die Regierung strebt eine Schulpflicht mit der Dauer von sechs Jahren an. Allerdings besuchen nur wenige Kinder die Schule, da viele von ihren Familien in anderen Aufgaben eingesetzt werden, wie z. B. in der Landwirtschaft. Auf dem Land gibt es außerdem nicht immer die Möglichkeit, eine Schule zu besuchen. Auch muss Schulgeld entrichtet werden, was schon den Zugang zu grundlegender Bildung für große Teile der Bevölkerung erschwert. Die durchschnittliche Dauer des Schulbesuchs liegt daher nur bei 3,6 Jahren.
Während weiterführende Schulen in vielen größeren Städten des Landes existieren, konzentrieren sich nahezu sämtliche Ausbildungszentren auf die Hauptstadt Bissau. Außerdem nimmt die Höhe des Schulgeldes mit höheren Klassen zu, was den Besuch dieser Schulen für viele potenzielle Absolventen unerschwinglich macht.
Guinea-Bissau verfügt über einige Berufsschulen und Einrichtungen zur Lehrerausbildung. Das nationale Forschungsinstitut INEP (Instituto Nacional de Estudos e Pesquisa) wurde schon 1984 gegründet. Als reines Forschungsinstitut bietet es selbst keine Studiengänge an. An das INEP sind weiterhin das historische Nationalarchiv (Arquivos Históricos Nacionais) sowie eine öffentliche Bibliothek angegliedert. Seit 1990 existiert eine Fakultät für Rechtswissenschaften, die „Faculdade de Direito Bissau“. Im Zuge der Kooperation mit Kuba auf dem medizinischen Sektor wurde auch eine Fakultät für Medizin („Faculdade de Medicina“) aufgebaut. Unterrichtet wird an dieser nicht nur in Bissau, sondern auch noch an weiteren Standorten im Land. Im Jahr 2003 wurden zwei weiteren Universitäten, die private „Universidade Colinas de Boé“ sowie die staatliche „Universidade Amilcar Cabral“, gegründet. Letztere wurde 2008 von der portugiesischen Grupo Lusófona für drei Jahre übernommen und operiert derzeit unter dem Namen „Universidade Lusófona Guiné“. Ende 2009 wurde mit einem Ableger des portugiesischen Instituto Jean Piaget eine dritte Universität eröffnet. Alle genannten Einrichtungen sind für Studenten kostenpflichtig – in der Höhe der Gebühren unterscheiden sie sich allerdings teilweise beträchtlich.

### Gesundheit
Das Gesundheitswesen in Guinea-Bissau ist stark unterentwickelt. Die Gesundheitsausgaben des Landes betrugen im Jahr 2021 8,2 % des Bruttoinlandsprodukts, doch aufgrund des geringen BIP ist dies nur ein niedriger Wert pro Person. Dementsprechend schlecht ist die medizinische Versorgung. Im Jahr 2020 praktizierten 2 Ärztinnen und Ärzte je 10.000 Einwohner. Die HIV-Prävalenz bei Erwachsenen betrug im Jahr 2019 rund 3,4 %. Die Sterblichkeit bei unter 5-jährigen betrug 2022 71,9 pro 1000 Lebendgeburten. Im Jahre 2015 waren 28,3 % der Bevölkerung unterernährt. Die Lebenserwartung der Einwohner Guinea-Bissaus ab der Geburt lag 2022 bei 59,9 Jahren (Frauen: 61,9, Männer: 57,7).
| Zeitraum  | Lebenserwartung in Jahren | Zeitraum  | Lebenserwartung in Jahren |
| --------- | ------------------------- | --------- | ------------------------- |
| 1950–1955 | 35,9                      | 1985–1990 | 48,2                      |
| 1955–1960 | 37,2                      | 1990–1995 | 50,0                      |
| 1960–1965 | 38,6                      | 1995–2000 | 51,8                      |
| 1965–1970 | 40,6                      | 2000–2005 | 52,7                      |
| 1970–1975 | 42,5                      | 2005–2010 | 54,2                      |
| 1975–1980 | 44,5                      | 2010–2015 | 56,0                      |
| 1980–1985 | 46,6                      | 2015–2020 | 57,8                      |

## Geschichte

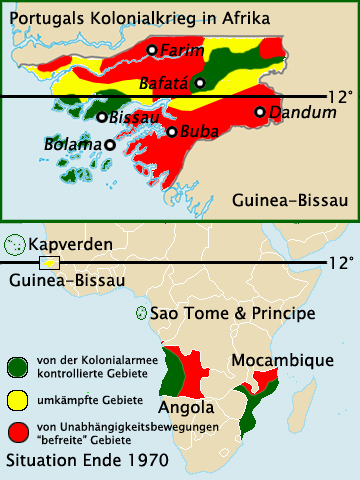
Situation in Portugiesisch-Guinea 1970

Seit dem 13. Jahrhundert gehörte der östliche Teil des heutigen Guinea-Bissaus zum Königreich Kaabu. 1446 erreichten erste portugiesische Seefahrer und Händler die obere Guineaküste. 1879 wurde die Provinz Portugiesisch-Guinea gegründet. Zuvor war der Distrikt Guinea von den Kapverdischen Inseln aus verwaltet worden. Amilcar Lopes Cabral gründete am 19. September 1956 die PAIGC und führte von 1963 bis zu seiner Ermordung im Januar 1973 den Unabhängigkeitskrieg gegen die Portugiesen. Als die PAIGC 1972 den Großteil des Landes unter Kontrolle hatte, ließ sie Landeswahlen abhalten. Die Unabhängigkeit Guinea-Bissaus wurde am 24. September 1973 proklamiert und am 10. September des folgenden Jahres von Portugal anerkannt. Bis heute ist der 24. September der Nationalfeiertag Guinea-Bissaus.
Bis 1961 waren Einheimische von der Wahl ausgeschlossen gewesen. 1961 erhielten alle die portugiesische Staatsangehörigkeit und konnten bei Lokalwahlen abstimmen. Vor der Unabhängigkeit 1974 gab es ein Frauenwahlrecht in den Gebieten, die von der Befreiungsbewegung PAIGC kontrolliert wurden. An den Befreiungskämpfen nahmen Frauen aktiv teil. 1977 wurde das allgemeine aktive und passive Frauenwahlrecht eingeführt.
Der Präsident von Guinea-Bissau, João Bernardo Vieira, der dieses Amt nach einer früheren Präsidentschaft von 1980 bis 1999 seit 2005 wieder innehatte, wurde am 2. März 2009 beim Verlassen seines Hauses durch Militärs getötet. Die Ermordung Vieiras folgte nahezu unmittelbar auf den Tod des Generalstabschefs Tagme Na Wai bei einem Bombenanschlag am Abend zuvor.
Wenige Tage später wurde der Parlamentspräsident Raimundo Pereira als neuer Präsident vereidigt und übernahm übergangsweise die Staatsgeschäfte.
Am 5. Juni 2009 wurden Baciro Dabo, der als Kandidat bei der anstehenden Präsidentschaftswahl antreten sollte, und Hélder Proença, ehemals Verteidigungsminister des Landes, von Soldaten erschossen. Der ehemalige Ministerpräsident Faustino Imbali wurde von Soldaten verhaftet. Die drei Anhänger des im März ermordeten Präsidenten Vieira sollen einen Putsch gegen die amtierende Regierung geplant haben.
Bei der vorgezogenen Präsidentschaftswahl am 28. Juni 2009 erreichten Malam Bacai Sanhá, der Kandidat der PAIGC, und Kumba Ialá, der Kandidat der PRS, die meisten Stimmen. Die am 26. Juli 2009 durchgeführte Stichwahl konnte Malam Bacai Sanhá für sich entscheiden.
Bei einem Putschversuch am 1. April 2010 wurden der Regierungschef Carlos Gomes Júnior sowie der Chef der Streitkräfte, Zamora Induta, von Militärs festgenommen. Das Kommando übernahm Indutas ehemaliger Stellvertreter António Indjai. Es folgten Zusammenstöße von Soldaten und aufgebrachten Gomes-Anhängern. Nach wenigen Stunden wurde Gomes Júnior wieder freigelassen und versuchte selbst das Geschehen als „Zwischenfall“ zu relativieren. Danach beruhigte sich die Lage wieder. Als Hintergrund werden Spannungen innerhalb der Militärführung vermutet.
Am 25. Juni 2010 wurde António Indjai, der Anführer der Meuterei vom 1. April, zum neuen Armeechef Guinea-Bissaus ernannt. Zamora Induta und weitere Offiziere blieben ohne Gerichtsverfahren in Gefangenschaft.
Am 2. August wurde vom Präsidenten bekannt gegeben, dass das Land der Stationierung einer internationalen Stabilisierungstruppe zustimmen werde. Am 21. Dezember 2010 wurden Zamora Induta und die anderen Offiziere aus der Haft entlassen, aber unter ständige Überwachung gestellt, und zwar auf ein Ultimatum der EU hin, die gedroht hatte, andernfalls wegen Verletzung der Menschenrechte die Entwicklungszusammenarbeit mit Guinea-Bissau einzustellen.
Präsident Malam Bacai Sanha starb im Januar 2012 nach langer Krankheit.
Am 12. April 2012 kam es in der Hauptstadt Bissau durch Truppenteile unter Führung von Mamadu Turé Kuruma zu einem Militärputsch. Sie nahmen Präsident Raimundo Pereira und Premierminister Carlos Gomes Júnior gefangen und übernahmen die Kontrolle über die Stadt. Da der Putsch zwischen der ersten Runde der Präsidentschaftswahl, die der frühere Premierminister Carlos Gomes Júnior und seine Partei PAIGC gewonnen hatte, und der für den 29. April angesetzten Stichwahl zwischen ihm und dem zweitstärksten Kandidaten Kumba Ialá stattfand, nehmen viele an, dass die Motivation des Putsches die Verhinderung der Wahl von Carlos Gomes Júnior zum Präsidenten war. Zwischen den Putschisten und einigen Oppositionsparteien, insbesondere der PRS des früheren Präsidenten Kumba Ialá, aber unter Ausschluss der PAIGC, wurde die Übereinkunft getroffen, die Verfassung für eine Übergangszeit von ein bis zwei Jahren in Teilen auszusetzen und keine Neuwahlen (Parlament, Präsident) stattfinden zu lassen. Im Zuge dieser Übereinkunft wurde der vorher amtierende Parlamentspräsident Manuel Serifo Nhamadjo zum Übergangspräsidenten ernannt. Die PAIGC von Gomes Júnior erkennt diese Übergangsregierung nicht an, ebenso nicht die EU, die darüber hinaus Reisesanktionen gegen Angehörige des Militärkommandos, das den Putsch angeführt hatte, verhängte.
Am 12. April 2012 wurde Carlos Domingos Gomes Junior, der Favorit bei den anstehenden Präsidentenwahlen am 29. April, von Soldaten in seinem Haus festgenommen. Das Militär übernahm die Kontrolle.
Am 18. Mai 2014 konnte sich José Mário Vaz (PAIGC) mit 61,92 % im zweiten Wahlgang gegen Nuno Gomes Nabiam durchsetzen. Er regierte bis 2019 und damit als erster Präsident des Landes über eine volle Amtszeit. Seine Amtszeit war jedoch überschattet von politischen Krisen, da er 2015 den Parteichef seiner eigenen Partei, Domingos Simões Pereira, als Premierminister entließ und die nächsten Jahre keine vom Parlament akzeptierte Regierung mehr installieren konnte. Allein im Verlauf des Jahres 2016 hatte das Land fünf unterschiedliche Regierungschefs. Erst 2018 fand sich mit Aristides Gomes ein Kompromisskandidat. Obwohl die Amtszeit des Präsidenten bereits im Juni 2019 endete, ernannte er im Oktober noch Faustino Imbali zum neuen Premierminister. Die Wahlen fanden erst im November und Dezember statt. Vaz trat erneut an, wurde jedoch aufgrund der Vorkommnisse nicht mehr von der PAIGC unterstützt. Diese schickte stattdessen Vaz’ politischen Kontrahenten Pereira ins Rennen.

## Politik

### Politisches System

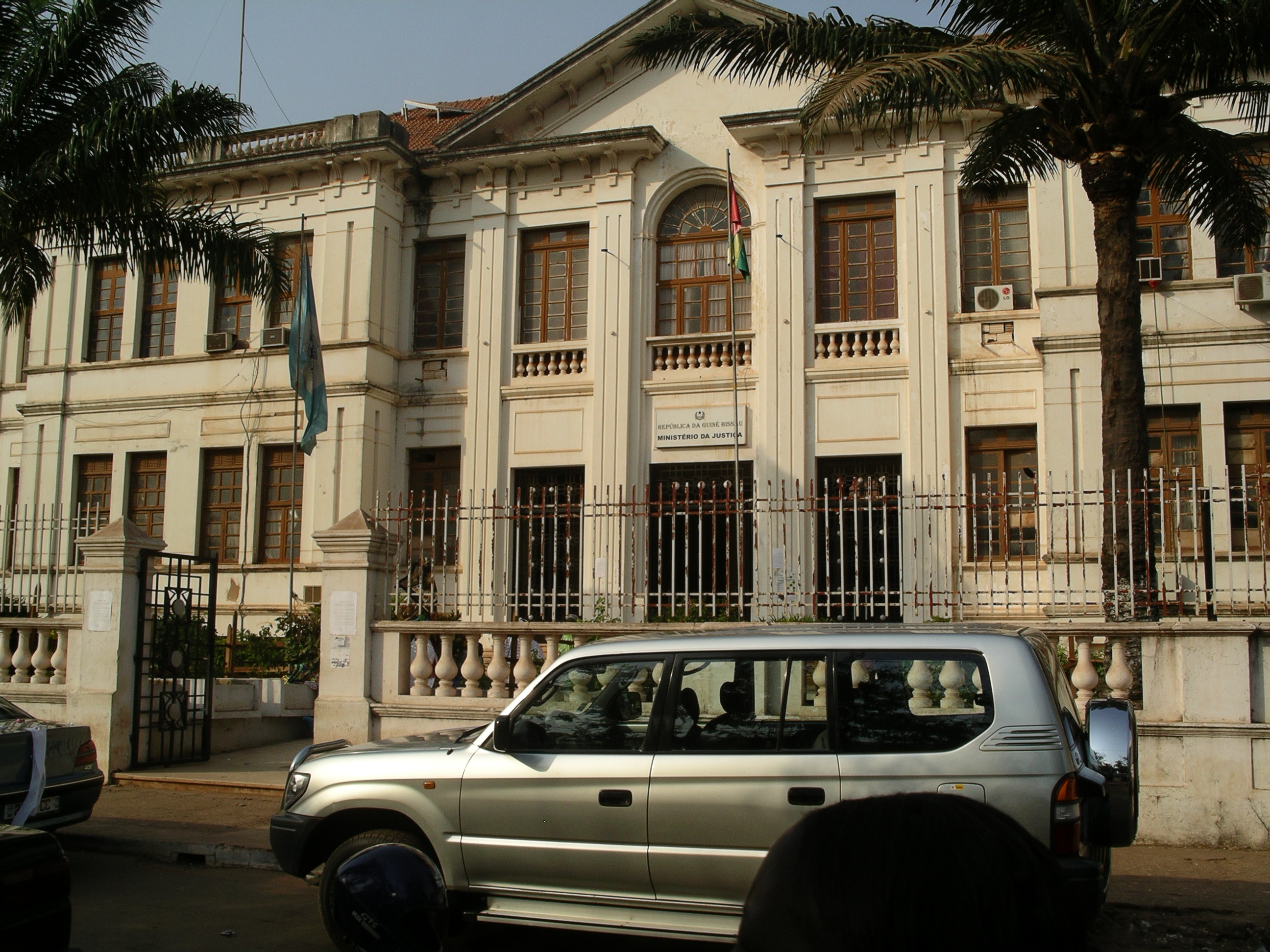
Justizministerium

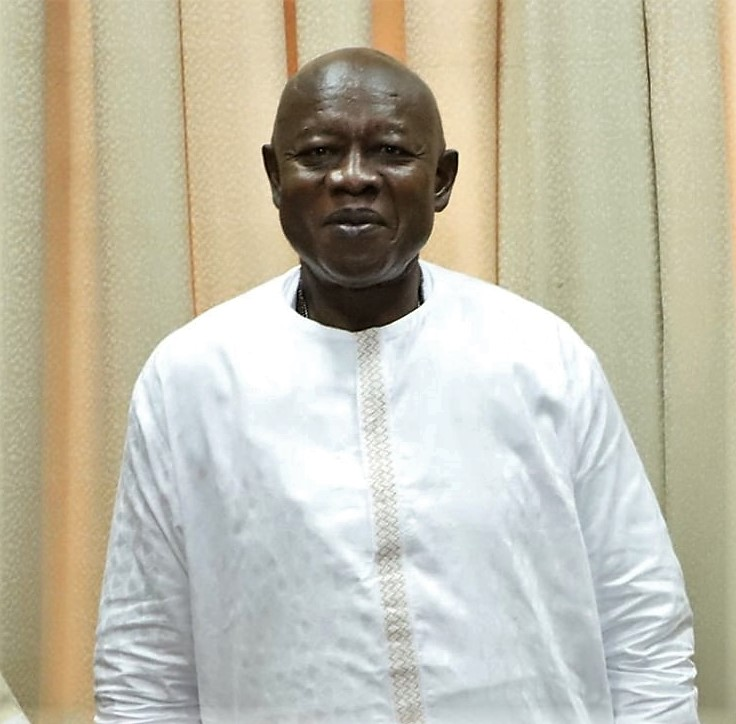
Cipriano Cassamá (2021)

Nach der Verfassung von 1984 ist Guinea-Bissau eine Präsidialrepublik, seit 1991 mit einem Mehrparteiensystem. Der Präsident wird für fünf Jahre nach absoluter Mehrheitswahl gewählt.
Am 29. Dezember 2019 gewann der ehemalige Premierminister Umaro Sissoco Embaló die Präsidentschaftswahl im zweiten Wahlgang mit 53,55 %, nachdem er im ersten Wahlgang mit 27,65 % noch weit gegenüber seinem Konkurrenten Domingos Simôes Pereira zurückgelegen hatte, der auf 40,13 % der Stimmen kam. Pereira erzielte im zweiten Wahlgang 46,45 % und erkannte das Wahlergebnis nicht an. Am 27. Februar 2020 vereidigte sich Embaló selbst als Präsident. Das Parlament bestimmte jedoch den Parlamentspräsidenten Cipriano Cassama zum Interimspräsidenten, der aber wenige Tage später nach Morddrohungen zurücktrat.
Die Legislative besteht aus der Nationalversammlung (Assembleia Nacional Popular da Guiné-Bissau). Von den 102 Abgeordneten werden 100 in 27 Mehrpersonenwahlkreisen nach Verhältniswahlrecht gewählt. Zwei Sitze sind für Staatsangehörige im Ausland reserviert, die in den beiden Wahlkreisen Afrika und Europa gewählt werden. Die letzten Parlamentswahlen fanden im Juni 2023 statt. 2023 wechselte zweimal das Amt des Regierungschefs.

### Politische Indizes
| Name des Index                     | Indexwert    | Weltweiter Rang | Interpretationshilfe | Jahr |
| ---------------------------------- | ------------ | --------------- | --- | ---- |
| Fragile States Index               | 88,4 von 120 | 32 von 179      | Stabilität des Landes: große Warnung 0 = sehr nachhaltig / 120 = sehr alarmierend Rang: 1 = fragilstes Land / 179 = stabilstes Land | 2024 |
| Demokratieindex                    | 2,03 von 10  | 150 von 167     | Autoritäres Regime 0 = autoritäres Regime / 10 = vollständige Demokratie                                                            | 2024 |
| Freedom in the World Index         | 43 von 100   | —               | Freiheitsstatus: teilweise frei 0 = unfrei / 100 = frei                                                                             | 2024 |
| Rangliste der Pressefreiheit       | 56 von 100   | 92 von 180      | Erkennbare Probleme für die Pressefreiheit 100 = gute Lage / 0 = sehr ernste Lage                                                   | 2024 |
| Korruptionswahrnehmungsindex (CPI) | 21 von 100   | 158 von 181     | 0 = sehr korrupt / 100 = sehr sauber                                                                                                | 2024 |

### Außenpolitik
Die Republik Guinea-Bissau unterhält Botschaften und Generalkonsulate in folgenden Ländern: Botschaften in Deutschland, Belgien, Spanien, Frankreich, Portugal, Russland, China, Iran, Brasilien, Kuba, Venezuela, Algerien, Gambia, Guinea-Conakry, Nigeria, Senegal, Marokko, Indonesien. Generalkonsulate in Angola, Argentinien, Benin, Kap Verden, Island, Südkorea, Libanon, Mauretanien, Niederlande, Rumänien, Slowenien, Sri Lanka. Das Land hat zudem ständige Vertreter bei der Afrikanischen Union, der Europäischen Union, der Kommission der Länder portugiesischer Sprache (CPLP), bei den Vereinten Nationen sowie bei der UNESCO.
Folgende Staaten sind mit Botschaften oder Generalkonsulaten in Guinea-Bissau vertreten: Botschaften von Angola, Brasilien, China, Kuba, Frankreich, Gambia, Deutschland, Guinea-Conakry, Libyen, Nigeria, Portugal, Russland, Senegal, Südafrika, Spanien. Generalkonsulate von Belgien, Kap Verde, Indien, Italien, Libanon, Mauretanien, Niederlande, Rumänien, Schweiz, Türkei, Vereinigtes Königreich. Der Staat der Vatikanstadt unterhält eine Apostolische Nuntiatur in Bissau.

### Militär
Die aus den drei Teilstreitkräften Luftwaffe, Marine und Heer bestehenden Streitkräfte von Guinea-Bissau haben eine Stärke von circa 9.250 Mann. Das Land hat die Todesstrafe auch im Militärstrafrecht abgeschafft.

### Medien
Die Medien- und Meinungsfreiheit sind eingeschränkt. Journalisten in Guinea-Bissau sind laut BBC regelmäßig Schikanen und Einschüchterungen sowie Druck von Politikern und Regierungsbeamten bezüglich ihrer Berichterstattung ausgesetzt. Reporter ohne Grenzen gibt an, dass Journalisten sich selbst zensieren, wenn sie kritisch über die Regierung, die Organisierte Kriminalität und den Einfluss des Militärs berichten.
Neben dem staatlichen Rundfunk gibt es private Hörfunksender wie Radio Pindjiguiti und Bombolom FM. Eine staatliche Zeitung und mehrere nichtstaatliche Titel erscheinen. Die Agência de Notícias da Guiné (ANG) ist die staatliche Presseagentur des Landes.
Im Dezember 2021 gab es 900.000 Internetnutzer, was 44 % der Bevölkerung entspricht; Facebook ist die meistgenutzte Social-Media-Plattform.

### Menschenrechte
Die weibliche Genitalverstümmelung ist in Guinea-Bissau weiterhin ein ernstzunehmendes Problem. Nach Angaben des Kinderhilfswerks der Vereinten Nationen (UNICEF) und Terre des Femmes sind bis zu 50 % der Mädchen und Frauen im Alter von 15 bis 49 Jahren betroffen. Im Juni 2011 verabschiedete das Parlament von Guinea-Bissau ein Gesetz, das die weibliche Genitalverstümmelung unter Strafe stellt. Der Weltfriedensdienst unterstützt das Netzwerk DJINOPI, das sich im Land entschieden gegen diese Praxis einsetzt.

## Verwaltungsgliederung
Guinea-Bissau gliedert sich in acht Regionen und einen autonomen Sektor um die Hauptstadt Bissau. Die Regionen teilen sich wiederum in 37 Sektoren. Für die Regionen wurde der jeweilige Name der Hauptstadt in Klammern mitangegeben, die Sektoren sind nach ihren jeweiligen Hauptstädten benannt. Lediglich für die drei Sektoren des Bissagos-Archipels sind auch die Hauptorte in Klammern mitangegeben.
Die acht Regionen Guinea-Bissaus sind in drei Provinzen gruppiert: Leste (Ost: Bafatá, Gabú), Norte (Nord: Biombo, Cacheu, Oio) und Sul (Süd: Bolama, Quinara, Tombali).
| - Region Bafatá (Bafatá) - Bafatá - Bambadinca - Contubuel - Galomaro - Gá-Mamudo - Xitole - Region Biombo (Quinhamel) - Quinhamel - Prábis - Safim - Bissau | - Region Bolama Bissagos-Archipel (Bolama) - Bolama (Bolama) - Caravela (Abu) - Bubaque (Bubaque) - Region Cacheu (Cacheu) - Bigéne - Bula - Cacheu - Caió - Canchungo - S. Domingos | - Region Gabú (Gabú) - Boe - Gabú - Pirada - Pitche - Sonaco - Region Oio (Bissorá) - Bissorá - Farim - Mansabá - Mansôa - Nhacra | - Region Quinara (Buba) - Buba - Empada - Fulacunda - Tite - Region Tombali (Catió) - Bedana - Catió - Cacine - Quebo |

## Wirtschaft
Guinea-Bissau zählt zu den ärmsten Ländern der Erde. In den letzten Jahren war ein gewisses Wirtschaftswachstum zu verzeichnen. Das Land hat nach wie vor ein sehr hohes Außenhandelsdefizit; praktisch alle industriell verarbeiteten Waren werden importiert – zum großen Teil aus Europa – und deren Preisniveau ist meist hoch im Vergleich mit benachbarten Staaten. Gleichzeitig ist das Einkommen der absoluten Mehrheit der Bevölkerung sehr niedrig und die Einkommensverteilung relativ ungleichmäßig. Der Gini-Koeffizient lag 1993 bei aufgerundet 0.47, im internationalen Vergleich also ziemlich hoch. (Siehe die Liste der Länder nach Einkommensverteilung.) Für viele Menschen ist es äußerst schwierig, die eigenen Grundbedürfnisse der Familie täglich zu befriedigen.
Die auf die Bedürfnisse der Kolonialmacht Portugal ausgerichtete Wirtschaft war nach deren Abzug nicht mehr lebensfähig. Ihre Produktivität bewegt sich auf dem Niveau einer Selbstversorgungswirtschaft. Nach der Unabhängigkeit wurde zwar begonnen, eine eigene nationale Industrieproduktion aufzubauen, eine solche ist jedoch heutzutage kaum noch vorhanden, unter anderem weil viele der industriellen Anlagen im Bürgerkrieg 1998/99 zerstört wurden. Heute mangelt es an nachhaltigen Investitionen in diesen Sektor, es wird von internationaler Seite – wenn überhaupt – nur in die Rohstoffausbeutung investiert und zum großen Teil ist dies bisher nur im Planungsstadium.
Nach dem Korruptionswahrnehmungsindex (Corruption Perceptions Index) von Transparency International lag Guinea-Bissau 2022 von 180 Ländern zusammen mit der Republik Kongo auf dem 164. Platz, mit 21 von maximal 100 Punkten. Damit gehört das Land zu den korruptesten der Welt. Im Ease of Doing Business Index der Weltbank belegt das Land 2018 Platz 176 von 190 Ländern.
Das Land führt eine gemeinsame Wertpapierbörse mit weiteren westafrikanischen Ländern. Sie ist als Bourse Régionale des Valeurs Mobilières (BRVM) bekannt. 
Bevor der CFA-Franc eingeführt wurde, war von 1975 bis 1997 der Guinea-Peso (PG) zu 100 Centavos die Währung von Guinea-Bissau.
| Jahr                                    | 2010  | 2015  | 2016  | 2017   | 2018  | 2019  | 2020  | 2021  | 2022  | 2023  |
| --------------------------------------- | ----- | ----- | ----- | ------ | ----- | ----- | ----- | ----- | ----- | ----- |
| BIP in Mrd. USD (Kaufkraftparität)      | 2,7   | 3,4   | 3,7   | 3,9    | 4,0   | 4,1   | 4,2   | 4,7   | 5,3   | 5,7   |
| BIP pro Kopf in USD (Kaufkraftparität)  | 1.849 | 2.117 | 2.202 | 2.298  | 2.276 | 2.319 | 2.314 | 2.526 | 2.769 | 2.955 |
| BIP-Wachstum (real)                     | 5,6 % | 6,1 % | 5,3 % | 4,8 %  | 3,8 % | 4,5 % | 1,5 % | 6,2 % | 4,6 % | 5,2 % |
| Inflation (in Prozent)                  | 1,1 % | 1,5 % | 2,7 % | −0,2 % | 0,4 % | 0,3 % | 1,5 % | 3,3 % | 7,9 % | 7,2 % |
| Staatsverschuldung (in Prozent des BIP) | 62 %  | 57 %  | 59 %  | 52 %   | 59 %  | 65 %  | 78 %  | 79 %  | 81 %  | 79 %  |

### Landwirtschaft
Mehr als 90 % der Bevölkerung sind in der Landwirtschaft tätig. Angebaut werden können Reis, Mais, Hirse, Maniok, Yams, Bataten und Zuckerrohr. 38,1 % der Fläche Guinea-Bissaus sind bewaldet, 12,0 % werden für Landwirtschaft, 38,4 % für Weidewirtschaft und 11,5 % für sonstige Zwecke genutzt (1994).

### Bergbau
An Bodenschätzen verfügt das Land über Phosphate, Bauxit, Erdöl, Gas und Gold. An der südwestlichen Landesgrenze zu Guinea in der Region Boé und im Norden des Landes bei Farim wurden große Vorkommen an Bauxit aufgefunden. In der Region Boé will ein angolanisches Bergbauunternehmen in Kürze mit der Exploration beginnen. Dazu soll auch ein Tiefseehafen in Buba errichtet werden.
Im Ölsektor stehen 14 Blöcke zur Förderung bereit, von denen die meisten bereits vergeben wurden.

### Export
Einen Export von Industriegütern gibt es nicht. In den Export gelangen Erzeugnisse aus Land- und Forstwirtschaft und der Fischerei wie Erdnüsse, Palmkerne und Palmöl, Garnelen und Holz. In den letzten Jahren wurden vermehrt Cashew-Nüsse angebaut und ausgeführt, so dass Guinea-Bissau inzwischen auf Platz 6 der weltweit größten Produzenten von Cashew-Nüssen steht. Sie machen 85 % der Exporterlöse aus.

### Drogenhandel
Nach Erkenntnissen des Büros der Vereinten Nationen für Drogen- und Verbrechensbekämpfung waren Guinea-Bissau und die Republik Guinea in den Jahren 2004 bis 2007 ein wichtiges Drehkreuz für den Kokainschmuggel von Südamerika über Westafrika nach Europa. Sowohl die innenpolitischen Ereignisse in den beiden Ländern, als auch internationale Bemühungen zur Bekämpfung des Kokainschmuggels in der Region führten zu einem deutlichen Rückgang der Transporte in den Jahren 2008 und 2009. Die Ereignisse des 1. April 2010 in Bissau läuteten die Wiederbelebung der Transportroute über Guinea-Bissau ein. Der in die Ereignisse verstrickte, ehemalige Chef der Marine Konteradmiral Bubo na Tchuto sowie der amtierende Luftwaffenchef Ibraima Papa Camara wurden im April von US-Behörden des Drogenschmuggels beschuldigt und deren Konten in den USA eingefroren. Im Jahr 2012 erreichten in jeder Nacht 800 bis 1000 Kilogramm Kokain das Land.

### Staatshaushalt
Der Staatshaushalt umfasste 2016 Ausgaben von umgerechnet 213 Mio. US-Dollar, dem standen Einnahmen von umgerechnet 171 Mio. US-Dollar gegenüber. Daraus ergibt sich ein Haushaltsdefizit in Höhe von 3,5 % des BIP.

Die Staatsverschuldung betrug 2016 46,7 % des BIP. 

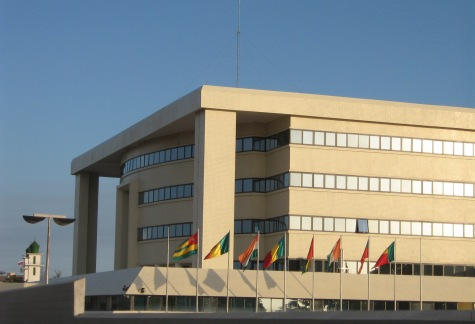
Zentralbank der Westafrikanischen Staaten in Bissau

2006 betrug der Anteil der Staatsausgaben (in % des BIP) folgender Bereiche:
- Gesundheit:[65] 5,8 %
- Bildung:[5] 5,2 % (1999)
- Militär:[5] 3,1 % (2005)

## Verkehr

### Schiffsverkehr
In Bissau, Buba, Cacheu und Farim existieren Häfen.

### Flugverkehr
Den einzigen Verkehrsflughafen gibt es in Bissau (Aeroporto Internacional Osvaldo Vieira de Bissau). Er wird heute von fünf Fluglinien bedient, die Strecken nach Portugal, Marokko, Kap Verde und in den Senegal anbieten. Einzige nationale Fluggesellschaft war die 1998 eingestellte Air Bissau.

### Schienenverkehr
Schienenverkehr in Guinea-Bissau hat es bisher nicht gegeben, von einer kleinen Hafenbahn in Bissau Ende des 19. Jahrhunderts bis in die 1940er Jahre abgesehen. Begünstigt durch eine positive wirtschaftliche Entwicklung bis 1997 entstanden in Kooperation mit Portugal erste grobe Planungen, die ab 1998 die Errichtung einer ersten Eisenbahn mit Verbindung zum Schienenverkehr in Guinea andachten. Sie erreichten jedoch kein konkretes Stadium, insbesondere nach der anhaltenden Krise des Landes nach dem Putsch von 1998.

### Straßenverkehr
In Guinea-Bissau gibt es ein weitläufiges Straßennetz mit einer Länge von ca. 4.400 Kilometer. Da die Bevölkerungsdichte allerdings gering ist, müssen in der Regel auch große Entfernungen zurückgelegt werden, um bestimmte Orte bzw. Landesteile zu erreichen. Auf den Straßen herrscht Rechtsverkehr. An Autobahnen und Stadtstraßen gibt es viele einzelne Märkte, die gleichzeitig auch eine höhere Aufmerksamkeit mit sich bringen können.

## Kultur
Die – auch international – bekannteste Kulturgestalt des Landes war der Widerstandskämpfer und Dichter Amílcar Cabral. Ein weiterer wichtiger Literat war Hélder Proença. Der Schriftsteller Abdulai Silá ist sogar ins Deutsche übersetzt worden und gilt als wichtigste zeitgenössische literarische Stimme seines Landes.
Bekanntester Popsänger des Landes ist Américo Gomes.
Der Filmemacher Flora Gomes gilt als bedeutendster Vertreter seines Faches (siehe auch Liste guinea-bissauischer Filme).
Die drei bedeutendsten Museen des Landes befinden sich in der Hauptstadt Bissau. So gibt es ein 1988 eröffnetes Museum für Ethnographie bzw. Ethnologie (Museu etnografico national da Guinea-Bissau) in einem ehemaligen, nach portugiesischem Kolonialstil 1948 erbauten Gebäude mit einer rund 14.000 Bände umfassenden Bibliothek. Es ist das größte und bekannteste Museum des Landes mit einer umfangreichen Sammlung ethnologischer und ethnographischer Exponate. Weitere Museen sind das Memorial da Escravatura e do Tráfico Negreiro (Gedenkort für die Sklaverei und den Transport von Afrikanern nach Übersee), ein Museum, das sich der Geschichte der Sklaverei verschrieben hat, sowie das Museu Militar da Luta de Libertação Nacional (Museum für den Kampf für die nationale Freiheit), ein Museum, das die Geschichte des Widerstandes gegen die Kolonialmacht Portugal zeigt.
Das Kulturinstitut Portugals, das Instituto Camões, ist in der Hauptstadt Bissau mit einem Sprachzentrum, einem Kulturzentrum und mit Lektoraten an Hochschulen präsent. Auch Frankreich und Brasilien unterhalten größere Kulturzentren in Bissau.

### Sport
Fußball

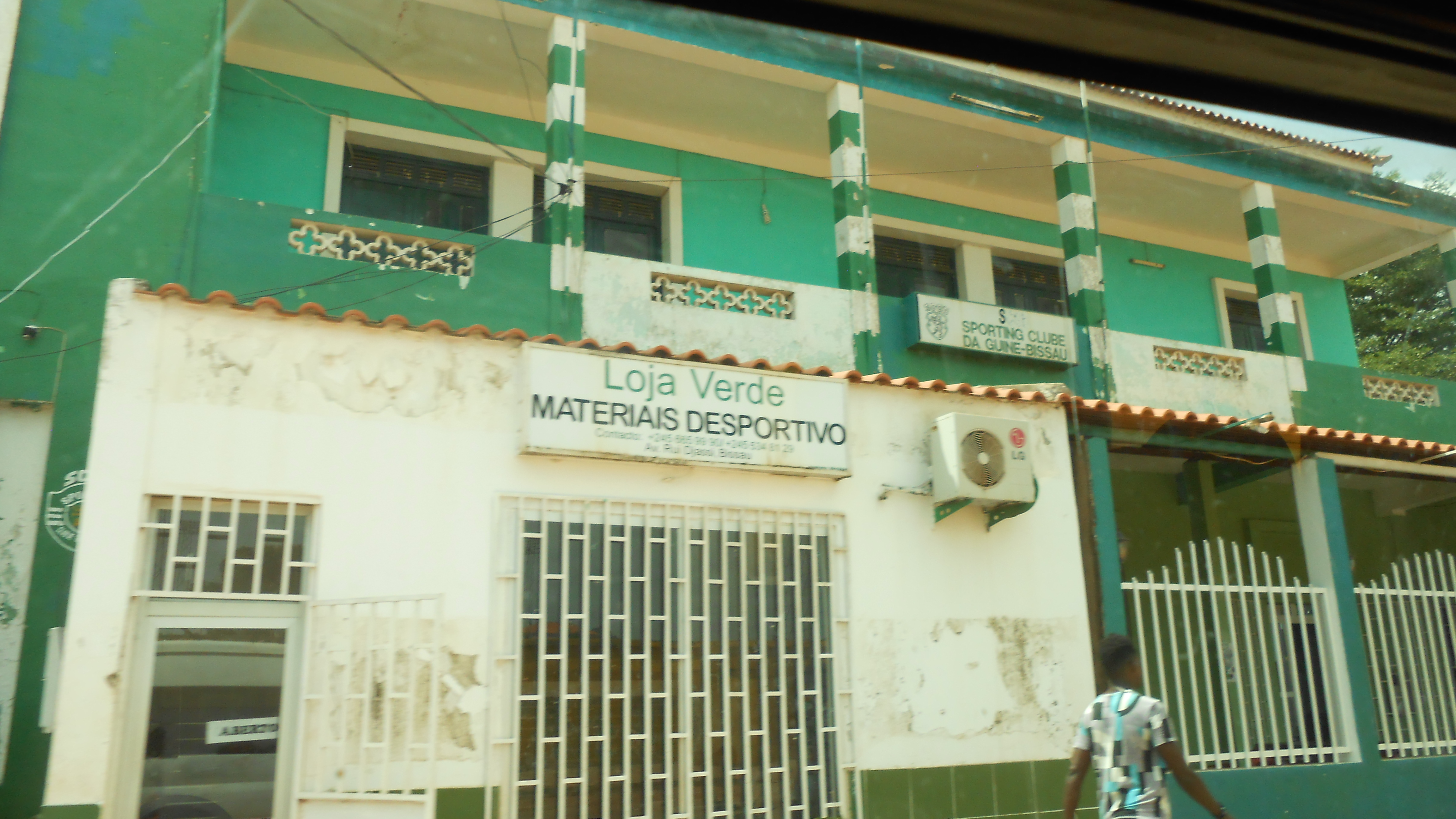
Der Sitz des Rekordmeisters Sporting Clube de Bissau in der Hauptstadt Bissau: das fußballbegeisterte Land schaut vor allem auf den portugiesischen Fußballbetrieb.

Der Fußball in Guinea-Bissau ist der weitaus beliebteste Sport im Land. Der Landesverband Federação de Futebol da Guiné-Bissau (FFGB) wurde bereits 1974 gegründet, im Jahr der international anerkannten Unabhängigkeit und ein Jahr nach der selbsterklärten Unabhängigkeit von Portugal. Die FFGB organisiert den Spielbetrieb im Land, mit dem Campeonato Nacional da Guiné-Bissau als oberster Liga und der Taça Nacional da Guiné-Bissau als wichtigstem Pokalwettbewerb.
Allerdings schauen die meisten Fußballfans im Land vor allem auf den Fußball in Portugal, und die Embleme der Spitzenvereine Sporting Lissabon, Benfica Lissabon und FC Porto sind im Alltag der Städte allgegenwärtig. Auch der Spielbetrieb in der eigenen Liga wird von historischen Filialvereinen portugiesischer Klubs geprägt, etwa Rekordmeister Sporting Clube de Bissau oder sein Rivale, der Benfica-Filialverein Sport Bissau e Benfica.
Andere
Das Comité Olímpico da Guiné-Bissau ist das Nationale Olympische Komitee des Landes. Es wurde 1992 gegründet, das 1973 unabhängig gewordene Land nimmt erst seit 1996 an den Olympischen Spielen teil.
Special Olympics Guinea-Bissau wurde 2018 gegründet und nahm bereits an Special Olympics Weltspielen teil.
Das Land nimmt seit Beginn (2006) an den Jogos da Lusofonia, den Spielen der portugiesischsprachigen Welt teil.
Die Guinea-bissauische Volleyballnationalmannschaft der Frauen und die Guinea-bissauische Volleyballnationalmannschaft der Männer bestehen beide seit 1992, konnten sich aber beide noch für keine bedeutenden Wettbewerbe qualifizieren (Stand 2023).
Der Basketballverband Federação de Basquetebol da Guiné-Bissau gründete sich lange nach der Unabhängigkeit und wurde 1994 vom Weltverband FIBA aufgenommen.